# Closterus orientalis
Closterus orientalis là một loài bọ cánh cứng trong họ Cerambycidae.